# Gwizdek

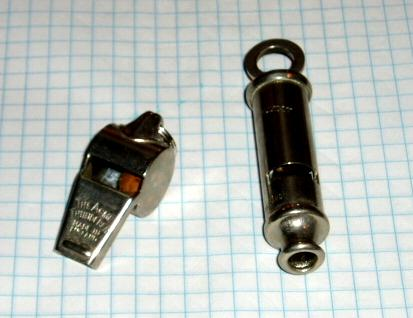
Metalowe gwizdki policyjne

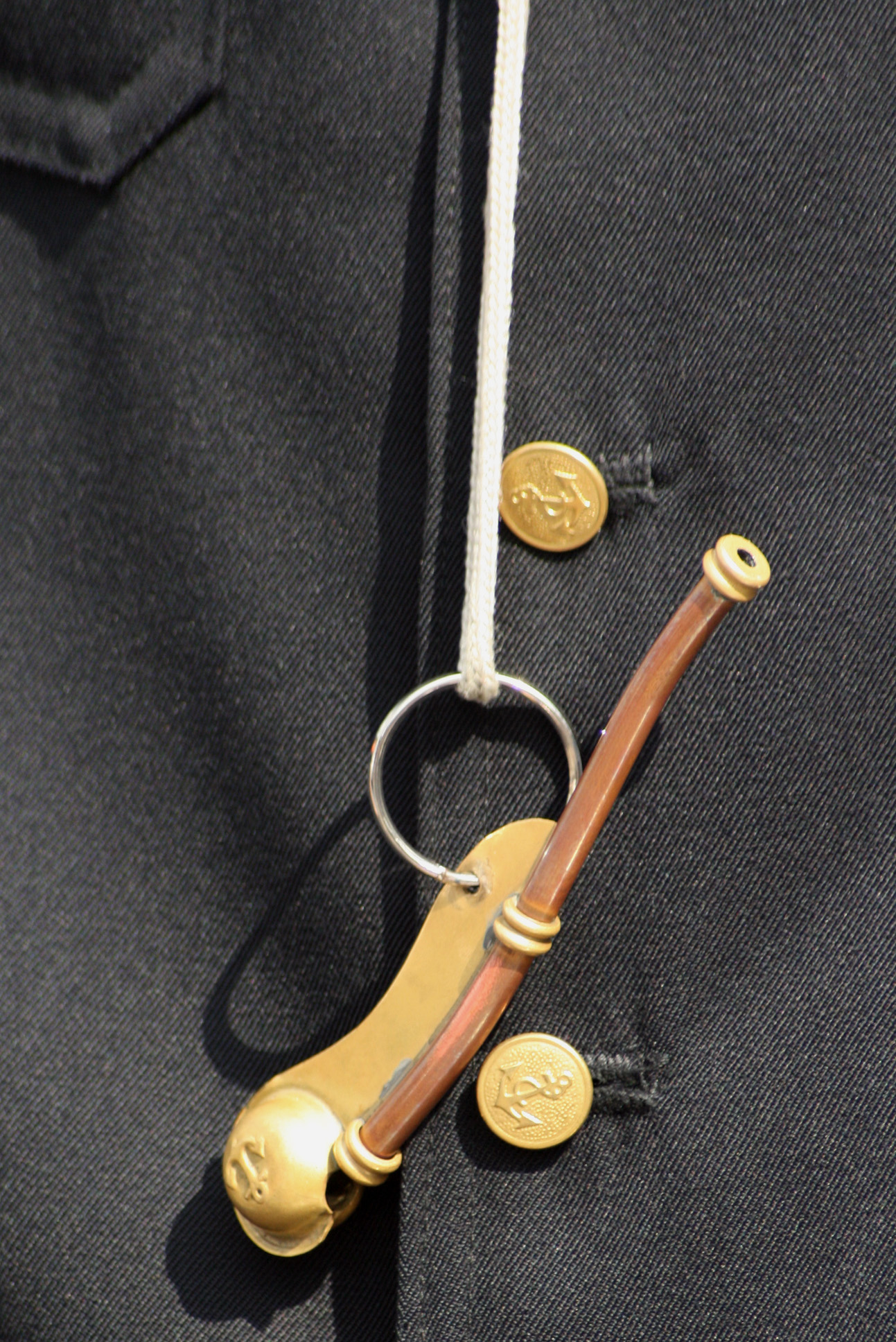
Gwizdek bosmański

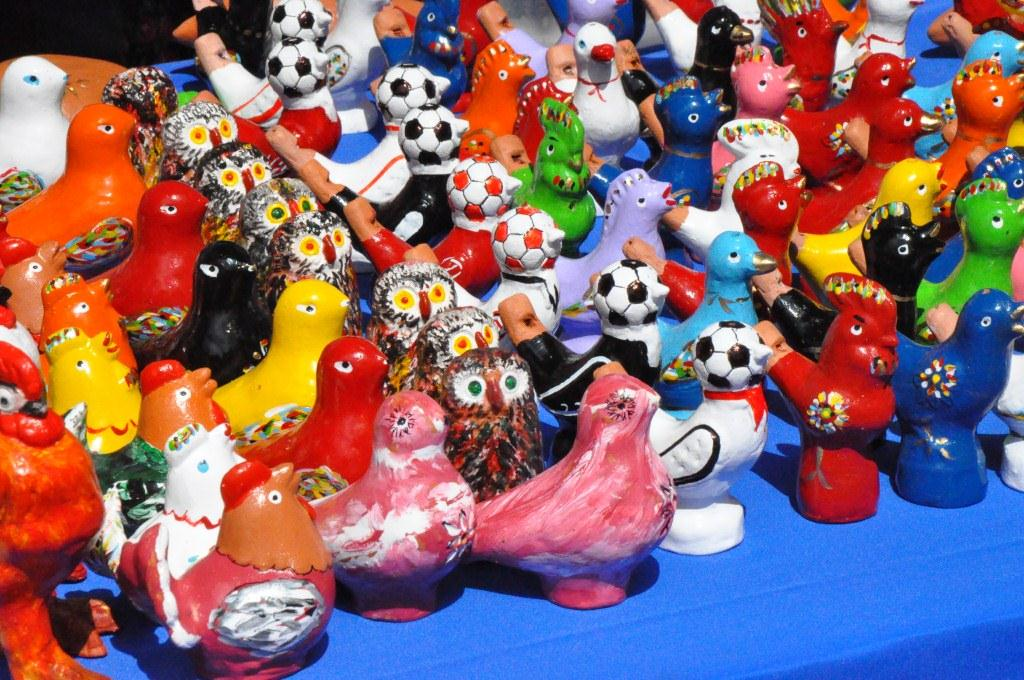
Gwizdki ceramiczne

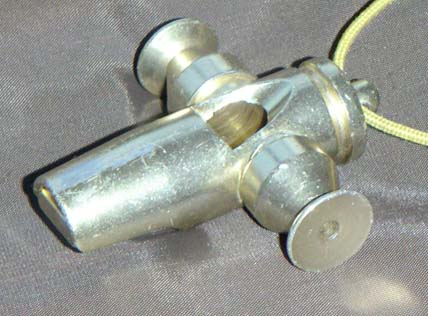
"Samba Whistle" – gwizdek używany w zespołach perkusyjnych

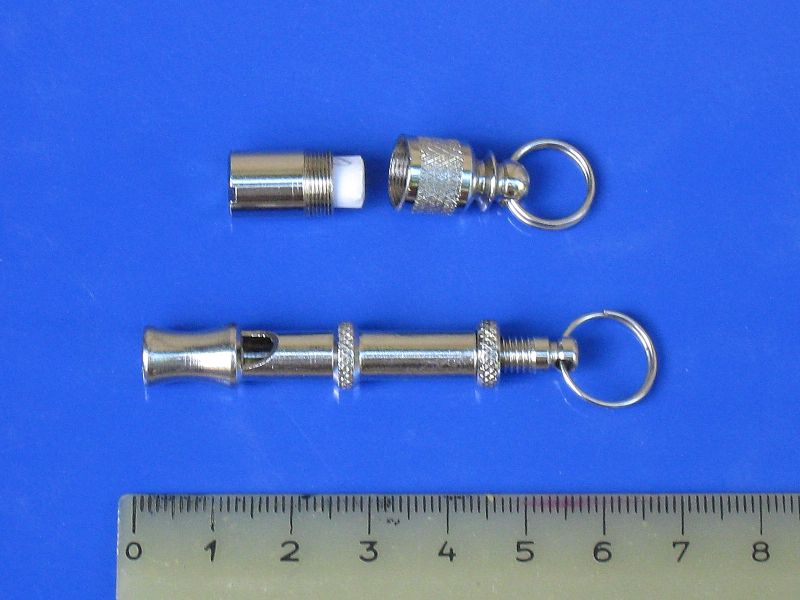
gwizdek ultradźwiękowy

Gwizdek – generator akustyczny nieposiadający elementów ruchomych (ewentualnie elementy drgające) zamieniający energię strumienia gazu lub cieczy w energię drgań akustycznych.

## Typy gwizdków
- gazowe (pracujące w ośrodku gazowym)
  - niskociśnieniowe (gwizdek ustny, piszczałka Galtona)
  - wysokociśnieniowe (generator Hartmanna)
- cieczowe (pracujące w cieczy) – stosowane do procesów emulgowania, dyspergowania
  - płytkowy gwizdek cieczowy
  - piszczałka cieczowa

Odrębnym typem są gwizdki wirowe pracujące w ośrodku gazowym lub cieczy. Zbudowane są z komory cylindrycznej, do której stycznie do jej powierzchni wprowadza się gaz lub ciecz. Wskutek ruchu wirowego i tarcia o ścianki komory powstają drgania ośrodka wyprowadzane przez rurkę umieszczoną w osi komory.
Najpowszechniej znanym jest gwizdek ustny, w którym drgania strumienia powietrza powstają gdy strumień podstawowy rezonuje ze strumieniem z komory rezonansowej.

## Wykorzystanie gwizdków
Gwizdek jako instrument muzyczny zaliczany jest do grupy aerofonów wargowych. Jest rodzajem piszczałki wargowej wydającej jeden do dwóch dźwięków. Należy do perkusjonaliów i używa się go w celach metrorytmicznych lub dla wzbogacenia kolorystyki wykonywanego utworu, np. samba whistle czy siren whistle.
Gwizdek używany jest również w celach sygnalizacyjnych (np. gwizdki policyjne, gwizdki na statkach (np. używane przez oficerów wachtowych, gwizdki bosmańskie; zob. świst trapowy), także gwizdki sędziów w zawodach sportowych takich jak piłka nożna, piłka ręczna, siatkówka i koszykówka) lub jako zabawka. Często gwizdki mają umieszczoną wewnątrz komory rezonansowej kulkę wielkości ziarnka grochu, która podczas dmuchania w gwizdek przemieszcza się chaotycznie w strumieniu powietrza zakłócając jego przebieg i powodując charakterystyczne wibracje tonu gwizdka. Wykopaliska archeologiczne dowodzą, że gwizdki ustne znane były już we wczesnym paleolicie.
Stosowane bywają także sygnalizacyjne gwizdki przemysłowe, szczególnie popularne w tych miejscach, w których stosowane są maszyny parowe i gdzie w związku z tym jest zapas pary pod zwiększonym ciśnieniem, którą trzeba od czasu do czasu wypuszczać do atmosfery; współcześnie takie gwizdawki używane bywają praktycznie jedynie w coraz rzadszych na kolei parowozach.
Specjalny gwizdek ultradźwiękowy ma zmniejszony rozmiar komory rezonansowej i wytwarza niesłyszalne dla człowieka dźwięki w zakresie niskich ultradźwięków (20 - 30 kHz), którymi w sposób skryty można wydawać komendy specjalnie wyszkolonym psom, np. policyjnym.

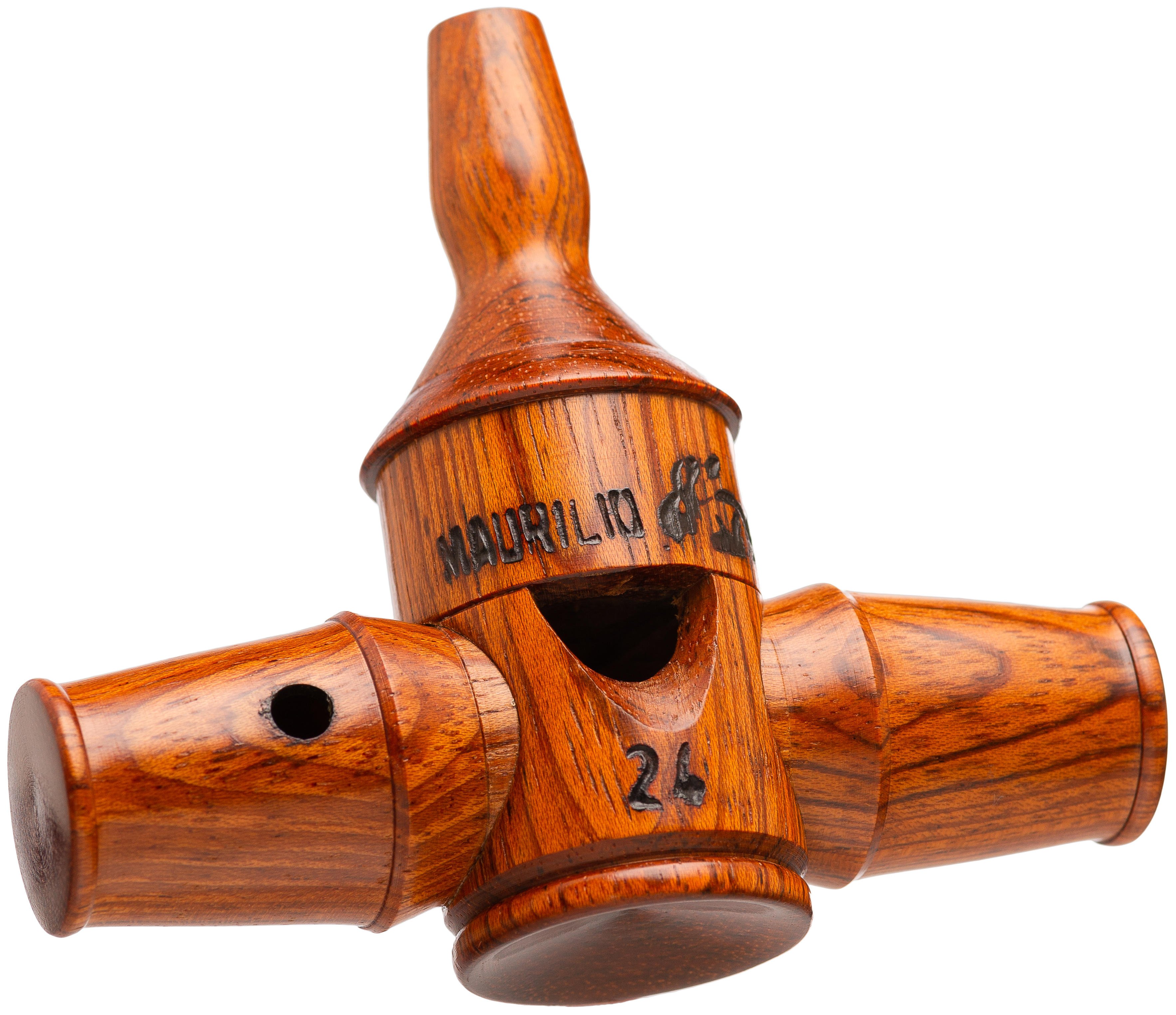

Zwiększenie rozmiarów komory rezonansowej gwizdka powoduje, że jego ton się obniża. Czasem powstaje niezamierzona konstrukcja gwizdka - na przykład komorą staje się wnętrze samochodu, wdmuchiwanie powietrza odbywa się przez uchylone okno podczas jazdy; szczególnie łatwo efekt ten wytworzyć przez uchylony szyberdach. Powstające w takiej niezamierzonej instalacji dźwięki o częstotliwości w zakresie infradźwięków - kilku herców - są dla człowieka niesłyszalne, ale spowodować mogą nieprzewidywalne reakcje fizjologiczne, albo wpływać na przyspieszone zmęczenie kierowcy i pasażerów. Podobne skutki dla otoczenia mogą powstać w błędnie zaprojektowanych instalacjach wentylacyjnych.
Gwizdki dużych rozmiarów buduje się także jako stosunkowo tanie generatory infradźwięków do celów badawczych.

W miejscowości Gwizdały znajduje się Muzeum Gwizdka.